# توماس كارلن
توماس كارلن (بالإنجليزية: Thomas Carlin) (و. 1789 – 1852 م) هو سياسي من الولايات المتحدة الأمريكية ولد في فرانكفورت، كنتاكي.